# NGC 2721
NGC 2721 ist eine Balken-Spiralgalaxie mit hoher Sternentstehungsrate vom Hubble-Typ SBbc im Sternbild Wasserschlange südlich der Ekliptik. Sie ist schätzungsweise 158 Millionen Lichtjahre von der Milchstraße entfernt.
Das Objekt wurde am 1. Februar 1786 von dem Astronomen William Herschel mit einem 48-cm-Teleskop entdeckt.